# Casbia strigaria
Casbia strigaria là một loài bướm đêm trong họ Geometridae.